# Jack Simes
John Weston „Jackie“ Simes III. (* 20. November 1942 in Harrington Park) ist ein ehemaliger US-amerikanischer Radrennfahrer und heutiger Radsportfunktionär.
Dreimal – 1960, 1964 und 1968 – startete Jack Simes bei Olympischen Spielen im Sprint und im Zeitfahren, jedoch ohne Medaillenerfolg.
1964 wurde Simes US-amerikanischer Meister im Straßenrennen der Amateure. Zwischen 1961 und 1969 errang er insgesamt elf nationale Titel im Sprint, im Zeitfahren und über die zehn Meilen. 1967 errang er bei den Panamerikanischen Spielen in Winnipeg die Silbermedaille im Zeitfahren. Sein größter Erfolg war der Titel des Vize-Weltmeisters im Zeitfahren bei der Bahn-WM 1968 in Rom. Er startete auch bei elf Sechstagerennen und stand mehrfach auf dem Podium. 1967 und 1969 siegte er bei der Tour of Somerville.
Nach dem Ende seiner aktiven Radsport-Laufbahn bekleidete Simes zahlreiche Ämter bei der Union Cycliste Internationale wie auch in US-amerikanischen Radsportverbänden, die er maßgeblich mit aufbaute. Sein Ziel ist es, nach über 40 Jahren erneut ein Sechstagerennen in den USA zu organisieren.
Schon der Vater von Jackie Simes, Jack Simes II., war ein erfolgreicher Radrennfahrer und späterer Radsportfunktionär. Er trainierte seinen Sohn wie auch den Rennfahrer Jack Heid. Auch der Enkel, Jack Simes IV., ist als Radrennfahrer aktiv.